# 海につれていって
『海につれていって』（うみにつれていって）は、1978年（昭和53年）5月21日にリリースされた渡辺真知子の1枚目のスタジオ・アルバム。発売元はCBS・ソニー。デビュー・シングル『迷い道』、セカンド・シングル『かもめが翔んだ日』を含む全10曲を収録。
CD盤は、1991年5月15日にCD選書として『フォグ・ランプ』と同時発売。2013年4月10日にBlu-spec CD2として『フォグ・ランプ』と同時に再発売された。

## 収録曲
1. 海のテーマ～海につれていって
  - 作詞・作曲：渡辺真知子／編曲：船山基紀
2. かもめが翔んだ日
  - 作詞：伊藤アキラ／作曲：渡辺真知子／編曲：船山基紀
  - セカンド・シングル。
3. 片っぽ耳飾り
  - 作詞・作曲：渡辺真知子／編曲：船山基紀
4. 愛情パズル
  - 作詞・作曲：渡辺真知子／編曲：船山基紀
  - シングル『迷い道』カップリング曲。
5. 私の展覧会
  - 作詞・作曲：渡辺真知子／編曲：船山基紀
6. 迷い道
  - 作詞・作曲：渡辺真知子／編曲：船山基紀
  - ファースト・シングル。
7. なのにあいつ
  - 作詞：伊藤アキラ、作曲：渡辺真知子、編曲：船山基紀
  - シングル『かもめが翔んだ日』カップリング曲。
8. 今は泣かせて
  - 作詞・作曲：渡辺真知子／編曲：船山基紀
9. 朝のメニュー
  - 作詞・作曲：渡辺真知子／編曲：船山基紀
10. あなたの歌
  - 作詞・作曲：渡辺真知子／編曲：船山基紀

## バージョン
- LP - 1978年5月21日発売[1][2]。規格品番：25AH460[1]
- CD
  - CD選書 - 1991年5月15日発売[3]。規格品番：SRCL1818[1]
  - Blu-Spec CD2 - 2013年4月10日発売[2]。規格品番：MHCL30069[1]